# Lehtosaari (ö i Norra Savolax, Inre Savolax, lat 62,50, long 26,82)
Lehtosaari är en ö i Finland. Den ligger i sjön Pieni-Myhi och i kommunen Rautalampi i den ekonomiska regionen  Inre Savolax ekonomiska region  och landskapet Norra Savolax, i den centrala delen av landet, 280 km norr om huvudstaden Helsingfors. Öns area är 4 hektar och dess största längd är 350 meter i sydöst-nordvästlig riktning.